# 戀愛巴士
《戀愛巴士》（日語：恋愛観察バラエティー あいのり）是日本富士電視台的綜藝性的戀愛紀錄片節目。1999年10月11日開播，於日本時間毎星期一23:00～23:30播出，日本時間2009年3月23日結束播映。2010年12月5日，於富士電視台旗下的通信衛星電視頻道「富士電視台TWO」復播，節目名稱更改為《戀愛巴士２》，首播時間為隔週的星期六。

## 概要
節目製作單位招募未婚男女，坐上製作單位在當地租用、漆成粉紅色的小型巴士，展開旅程。

## 主持人
- 久本雅美 (1999年10月11日－停播)
- 今田耕司 (1999年10月11日－停播)
- Wentz瑛士 (2006年4月10日－停播)
- 加藤晴彥 (1999年10月11日－2006年3月20日)

## 歷代主題歌
- fragile (Every Little Thing)
- Way of Difference (GLAY)
- (I WiSH)
- OH MY LITTLE GIRL (尾崎豊)
- My LOVE (川嶋愛)
- fate ()

## 經由地點
1999年 日本₀  ₁  中国₂
2000年 越南₃  柬埔寨₄  泰國₅  印度₆  土耳其₇  保加利亚₈  希腊₉  義大利₁₀  法國₁₁  西班牙₁₂  摩洛哥₁₃
2001年 巴西₁₄  巴拉圭(誤入的國家)₁₅  阿根廷₁₆  智利₁₇  玻利维亚₁₈  秘魯₁₉  ₂₀  巴拿马₂₁  ₂₂  牙买加₂₃  古巴₂₄  ₂₅
2002年 ₂₆  ₂₇  墨西哥₂₈  新西兰₂₉  ₃₀  ₃₁  ₃₂  斐济₃₃ (美國換乘)  尼加拉瓜₃₄
2003年 美国₃₅  加拿大₃₆  菲律賓₃₇  印度尼西亞₃₈  ₃₉  马来西亚₄₀  新加坡₄₁(馬來西亞換乘)  緬甸₄₂  不丹₄₃  尼泊尔₄₄
2004年 斯里蘭卡₄₅  马达加斯加₄₆  南非₄₇  ₄₈  纳米比亚₄₉  马拉维₅₀  坦桑尼亚₅₁  ₅₂  衣索比亞₅₃
2005年 喀麦隆₅₄  突尼西亞₅₅  埃及₅₆  阿曼₅₇  阿联酋₅₈  ₅₉  巴林₆₀  俄羅斯₆₁  乌克兰₆₂  羅馬尼亞₆₃
2006年 匈牙利₆₄  奥地利₆₅  列支敦斯登₆₆  瑞士₆₇  ₆₈  ₆₉  波蘭₇₀  瑞典₇₁  挪威₇₂
2007年 冰島₇₃  ₇₄  千里達及托巴哥₇₅  苏里南₇₆  委內瑞拉₇₇  臺灣₇₈ (斐濟换乘)  ₇₉  萨摩亚₈₀  蒙古国₈₁  德国₈₂
2008年 捷克₈₃  斯洛伐克₈₄  ₈₅  ₈₆  ₈₇  ₈₈  约旦₈₉  賽普勒斯₉₀
2009年 丹麦₉₁  荷蘭₉₂
戀愛巴士2
2010年 
2011年 柬埔寨
※於日本播出年
因安全問題而跳過的國家北韓、伊朗、巴基斯坦、哥倫比亞
原先因因安全問題而跳過的國家，後因證實為錯誤訊息再度排入旅程的國家尼加拉瓜

## 冷知識
- 行經中國南京時，成員曾因對南京大屠殺的歷史見解不同而引發爭執。
- 巴拉圭並不算戀愛巴士的旅行國家之一，而是因為前一個國家巴西的司機不小心誤打誤撞的把戀愛巴士開進巴拉圭，原本的路程是直接進入阿根廷。
- 進入哥斯大黎加時原本有位女性新成員要在此國加入隊伍行列，但最終原因不明的被哥斯大黎加拒絕入境，該名女成員只得在下一國牙買加才得以亮相加入。
- 行經哥斯大黎加時，有三名男性成員露出臀部與當地的小學生嘻鬧而遭到當地警方關切，最後在隨行的工作人員的協調下免於被驅逐出境的命運，但仍遭到警方的嚴厲訓斥。
- 中歐小國列支敦斯登則是戀愛巴士停留最短的國家，僅20分鐘。
- 而在列支敦斯登之前停留最短的則是太平洋島國東加，僅僅只有一天左右的時間。
- 戀愛巴士在結束第一輪環遊世界之旅後，為了慶祝第二輪環遊世界之旅開始，而在首站的菲律賓當地，再度招募當地一名女性成員加入行列。
- 行經印度尼西亞時，一名女性成員染上登革熱，被強制隔離退出旅程。
- 在斯里蘭卡時，因該節目的粉紅色戀愛巴士在旅途中發生故障，最後只好換成普通巴士結束該國旅程。
- 2009年3月23日播放結束為止，在戀愛巴士所有經過的國家中，南非是誕生最多情侶的國家，共有3對。
- 戀愛巴士抵達烏克蘭時，曾有意安排成員前往車諾比核電廠事故現場探訪，但最終因安全問題取消，改由攝影工作人員進入。
- 戀愛巴士進入台灣時，曾遇到一名當地懷念日治時代的老太太，成員跟她進行對談，但由於內容有爭議，引起部分留學日本的台灣學生不滿，向電視台提出抗議，台灣在播出這集時，剪掉具有爭議性的這一段對談。
- 早期該節目只把焦點放在成員的戀愛和人際關係上，直到中後期才開始介紹成員所在國家的風土民情、歷史情結，甚至是社會問題。

### 正式名稱的變遷
1. (初期)
2. (現在)

### 日語『』是自創新詞
本来是（「共乘」之意）的省略語。但是日語『相』與的發音相同。用日語平假名表示，有雙關（「共乘」與「愛上」）的意味。

## 節目的變遷
| 日本 富士電視台 每星期一23:00～23:30 | 日本 富士電視台 每星期一23:00～23:30 | 日本 富士電視台 每星期一23:00～23:30 |
| ------------------------------------ | ------------------------------------ | ------------------------------------ |
|                                      | 戀愛巴士 （1999.10.11－2009.3.23）   |                                      |
| —                                    | —                                    |                                      |

| 日本 富士電視台TWO | 日本 富士電視台TWO        | 日本 富士電視台TWO |
| ------------------ | ------------------------- | ------------------ |
|                    | 戀愛巴士2 （2010.12.5－） |                    |
| —                  | —                         |                    |

| 臺灣 國興衛視 | 臺灣 國興衛視 | 臺灣 國興衛視 |
| ------------- | ------------- | ------------- |
|               | 戀愛巴士      |               |
| —             | —             |               |